# Jazz Podium
Das Jazz Podium ist eine 6 Mal im Jahr erscheinende deutschsprachige Jazz-Zeitschrift. Das erste Heft erschien im September 1952 in Wien mit dem Titel Das internationale Podium mit den aktuellen Mitteilungen der Deutschen Jazz-Föderation. Das Jazz Podium wurde lange von Dieter Zimmerle herausgegeben. Nach dessen Tod war von 1990 bis 2018 Gudrun Endress Chefredakteurin. Sie führte zusammen mit Frank Zimmerle die Geschäfte des Jazz Podium Verlags. Stuttgart war bis 2018 der Verlagssitz. Die Geschäftsführung liegt seit 2019 bei Anja Freckmann und Adam Olschewski, der seit auch die Redaktion verantwortet. Der Verlagssitz der Jazz Podium Verlags GmbH ist Bernried am Starnberger See. Anfangs kam die Zeitschrift mit zwanzig Seiten aus, heute enthält jedes Heft zwischen achtzig und hundert Seiten. Seit 2021 erscheint das Magazin auch als E-Paper. Ein digitales Archiv mit sämtlichen zurückliegenden Ausgaben seit 1952 befindet sich im Aufbau.
Neben Musikerporträts, Interviews und Essays enthält jede Ausgabe Rezensionen von aktuellen Alben, Filmen sowie Büchern und einen Veranstaltungskalender mit geplanten Konzert- und Club-Auftritten bzw. Festival- und Radioprogrammen im deutschsprachigen Raum und in einigen Nachbarländern.
Die Autoren und Fotografen des Jazz Podiums schreiben bzw. arbeiten lediglich für eine Aufwandsentschädigung. Es gibt rund 50 freie Mitarbeitende. Die Auflage lag 2002 bei 12.000 Exemplaren, die zum Großteil im Abonnement vertrieben werden.